# Округ Вашингтон (Минесота)
Округ Вашингтон (енгл. Washington County) је округ у америчкој савезној држави Минесота.

## Демографија
По попису из 2010. године број становника је 238.136, што је 37.006 (18,4%) становника више него 2000. године.
| Група             | 2000.           | 2010.           |
| Белци             | 186.133 (92,5%) | 204.111 (85,7%) |
| Афроамериканци    | 3.689 (1,8%)    | 8.579 (3,6%)    |
| Азијати           | 4.297 (2,1%)    | 12.071 (5,1%)   |
| Хиспаноамериканци | 3.892 (1,9%)    | 8.127 (3,4%)    |
| Укупно            | 201.130         | 238.136         |